# Everyday (Phil Collins)
Everyday è un singolo del cantante britannico Phil Collins, pubblicato nel 1994 ed estratto dall'album  Both Sides.

## Tracce
CD singolo (UK)
1. Everyday
2. Don't Call Me Ashley
3. Everyday (Early Demo)

CD singolo (Europa)
1. Everyday
2. Don't Call Me Ashley
3. Everyday (Early Demo)
4. Doesn't Anybody Stay Together Anymore (Live)

CD maxi-singolo (USA)
1. Everyday
2. Don't Call Me Ashley
3. Everyday (Early Demo)
4. Hang in Long Enough (Live)
5. Hang in Hand (Live)

## Classifiche
| Classifica (1994)                | Posizione massima |
| -------------------------------- | ----------------- |
| Australia                        | 66                |
| Belgio (Fiandre)                 | 26                |
| Canada                           | 8                 |
| Francia                          | 44                |
| Germania                         | 35                |
| Irlanda                          | 26                |
| Italia                           | 14                |
| Paesi Bassi                      | 28                |
| Regno Unito                      | 15                |
| Stati Uniti                      | 24                |
| Stati Uniti (adult contemporary) | 2                 |
| Stati Uniti (pop)                | 32                |
| Stati Uniti (radio)              | 16                |

### Classifiche di fine anno
| Classifica (1994) | Posizione |
| ----------------- | --------- |
| Italia            | 85        |